# Kunstfietsen

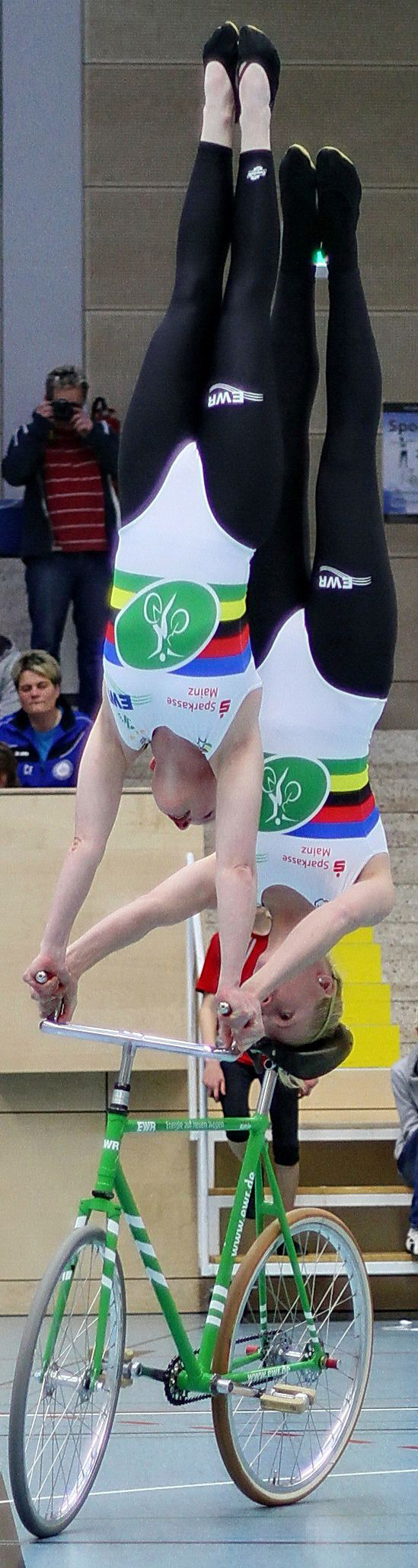
headstand / handstand

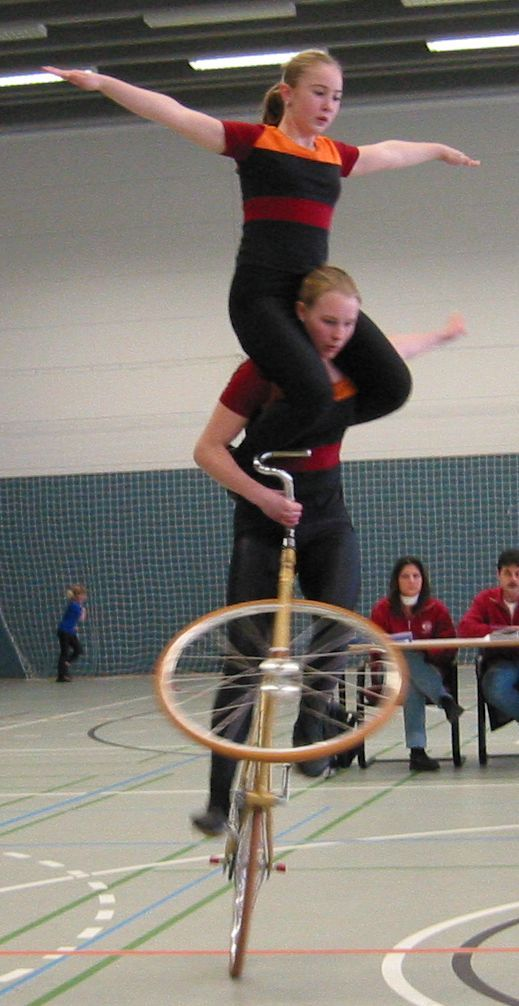
Kunstfietsend paar

Kunstfietsen of kunstwielrijden is een sport waarbij er met een speciale fiets oefeningen, oftewel figuren worden uitgevoerd. Men kan bijvoorbeeld op het zadel staan of de voet op de middelste stang zetten met het andere been de lucht in. Men voert vrijwel alle figuren uit door te fietsen in een hele of halve ronde.
De fiets is een aangepaste racefiets, zonder remmen of versnellingen. De fiets heeft een speciaal zadel en stuur waarop gestaan kan worden. Er kunnen zelfs twee personen tegelijk op één fiets rijden. 
Het voorwiel en stuur kunnen vrij in het balhoofd bewegen en met de fiets kan ook achteruit gereden worden, maar uiteraard ook op één wiel. 
De wereldkampioenschappen kunstfietsen worden georganiseerd door de Internationale Wielerunie. De sport is in Nederland bij de KNWU aangesloten en er wordt een nationaal kampioenschap gehouden. Er is één kunstfietsvereniging in Nederland, KWV De Heidebloem in Heerlen.